# 삼남중학교 (전북)
삼남중학교(三南中學校)는 대한민국 전북특별자치도 부안군 부안읍 선은리에 있는 사립 중학교이다.

## 학교 연혁
- 1950년 4월 10일 : 개교
- 1952년 7월 15일 : 초대 허연욱 이사장 취임
- 1952년 12월 19일 : 학교법인 부안명륜학원 인가
- 1952년 12월 31일 : 제1대 신규식 교장 취임
- 1953년 9월 19일 : 삼남중학교 인가
- 1954년 3월 22일 : 제1회 졸업식 거행
- 1996년 9월 11일 : 본관 3층 신축 완공
- 1998년 3월 20일 : 제5대 신진근 이사장 취임
- 1998년 8월 24일 : 명륜관 신축 개관
- 2007년 11월 4일 : 학생식당 신축 개관
- 2010년 3월 2일 : 명륜 문화 도서관 신축 개관
- 2022년 3월 1일 : 남녀공학 전환
- 2024년 2월 8일 : 제71회 졸업식 거행(54명) 총 졸업생 수 11,293명
- 2024년 3월 1일 : 제18대 김상식 교장 취임

## 참고 자료
- 삼남중학교 - 한국교육학술정보원 학교알리미